# CHILD
CHILD (Children’s Identification and Location Database) – baza danych biometrycznych stworzona w 2005 roku przez firmę Biometric Intelligence&Identification. 
Zadaniem tej bazy jest umożliwienie identyfikacji dzieci oraz ułatwienie ich poszukiwań w przypadku zaginięcia. Wpisywane są do niej dane o cechach tęczówki oraz podstawowe dane osobowe. W ciągu kilku lat do systemu ma trafić pięć milionów wpisów. Jest on wprowadzany przez niektóre hrabstwa w Stanach Zjednoczonych.
Według producenta szansa na nieprawidłową identyfikację wynosi 1 do 200 milionów. Dane mają być usuwane z bazy po osiągnięciu przez dziecko pełnoletniości.